# Непозната девојка из Александрије
Непозната девојка из богате куће у Александрији је православна светитељка. 
Према хришћанском веровању, имала је доброг оца, који је много претрпео и зло свршио, и злу мајку, која је добро живела, умрла у миру и била сахрањена с почашћу. У недоумици да ли да живи по примеру оца или по примеру мајке, ова девица је, према хришћанском веровању, имала визију која јој је открила стање оца и мајке у другом свету. Оца је у тој визији видела у царству Божјем а мајку у тами и муци. То ју је определило да сав свој живот посвети Богу, и да се попут свога оца држи закона Божјег без обзира на све противности и недаће које би имала да претрпи.
Српска православна црква слави је 3. марта по црквеном, а 16. марта по грегоријанском календару.